# Меньшиков, Михаил Алексеевич
Михаи́л Алексе́евич Ме́ньшиков (21 ноября 1902, село Посевкино, Тамбовская губерния, Российская империя — 19 июля 1976, Москва, РСФСР, СССР) — советский государственный деятель, дипломат. Министр иностранных дел РСФСР (1962—1968).

## Биография
Трудовую деятельность начал в 1916 году работником на консервном заводе. В 1917 году окончил Борисоглебские бухгалтерские курсы, помощник делопроизводителя станичного волисполкома.
В 1918—1919 годах служил в РККА.
В 1919—1922 годах — заведующий районными агентствами печати в Донской области и Тамбовской губернии. Участник подавления крестьянского восстания на Тамбовщине (1921). В 1922—1924 годах — курсант Школы имени ВЦИК. В 1924 году работал счетоводом, экономистом на холодильных комбинатах. В 1924—1930 годах — студент вечернего отделения экономического факультета Московского института народного хозяйства имени Г. В. Плеханова. В 1928—1930 годах — экономист Хладоэкспорта Наркомата внутренней торговли СССР, в 1930 году — оперативник экспертного управления «Союзрыба», в 1930—1936 годах — оперативник-товаровед, директор Англо-русского кооперативного общества АРКОС (Лондон), в 1936—1938 годах — директор рыбоплодовой конторы Экспортхлеба Народного комиссариата внешней торговли СССР. В 1938—1943 годах — председатель «Экспортлеса» Наркомата внешней торговли СССР, в 1943—1946 годах — заместитель директора Администрации помощи и восстановления Объединённых Наций (ЮНРРА) (США). В 1946—1949 годах заместитель министра внешней торговли СССР. В 1949—1951 годах — министр внешней торговли СССР. Освобождён от должности по требованию Сталина, который остался недоволен качеством завезённых из Мексики бананов.
В 1952—1953 годах — заместитель уполномоченного Совета Министров СССР по делам советско-китайских акционерных обществ «Союзкитнефть» и «Союзкитметалл», Китай. 
В 1953—1957 годах — чрезвычайный и полномочный посол СССР в Индии, в феврале—октябре 1957 года — чрезвычайный и полномочный посол СССР в Непале по совместительству. В 1958—1962 годах — чрезвычайный и полномочный посол СССР в США.

Одновременно со сменой хозяина Белого дома произошла замена и хозяина нашего посольства в Вашингтоне… Между послом Меньшиковым и главой советской дипломатии А. А. Громыко отношения сложились не лучшим образом. Поэтому, воспользовавшись приходом к власти нового американского президента, кремлёвский министр иностранных дел быстро заменил Меньшикова другим, более молодым послом Анатолием Фёдоровичем Добрыниным.— Александр Феклисов
В 1962—1968 годах — министр иностранных дел РСФСР.
С 1968 года в отставке.
Кандидат в члены ЦК КПСС (1956—1966).

## Дипломатический ранг
- Чрезвычайный и полномочный посол.

## Награды и звания
- Орден Ленина
- три ордена Трудового Красного Знамени
- медали.